# Multiplayer online battle arena
Multiplayer online battle arena (MOBA) je podvrst strateških video iger, v katerih vsak igralec nadzoruje enega samega lika z naborom edinstvenih sposobnosti, ki se skozi igro izboljšajo in prispevajo k splošni strategiji ekipe. Končni cilj je, da vsaka ekipa uniči glavno strukturo svojih nasprotnikov, ki se nahaja v nasprotnem kotu bojišča. Igre MOBA pa imajo lahko tudi druge pogoje za zmago, na primer premagovanje vsakega igralca v sovražnikovi ekipi. Igralcem pomagajo računalniško vodene enote, ki se občasno zvrstijo v skupinah in korakajo naprej po postavljenih poteh proti sovražnikovi bazi, ki jo močno varujejo obrambne strukture. Ta vrsta spletnih iger za več igralcev je nastala kot pod žanr strategije v realnem času, čeprav igralci MOBA običajno ne gradijo stavb ali enot. Poleg tega obstajajo primeri iger MOBA, ki se ne štejejo za strateške igre v realnem času, na primer Smite (2014) in Paragon. Žanr je videti kot zlitje strategije v realnem času, igranja vlog in akcije igre.
Prva splošno sprejeta igra v žanru je bila Aeon of Strife (AoS), prilagojen zemljevid za StarCraft, v katerem štirje igralci nadzorujejo eno samo močno enoto in se s pomočjo šibkih računalniško vodenih enot pomerijo z močnejšim računalnikom. Defense of the Ancients (DotA) je leta 2003 ustanovila skupnost za modifikacijo Warcraft III za Warcraft III: Reign of Chaos in njeno širitev, The Frozen Throne, z zemljevidom na osnovi AoS. DotA je bil eden prvih večjih naslovov v svoji zvrsti in prvi MOBA, za katerega so bili organizirani sponzorirani turnirji. Sledila sta mu dva duhovna naslednika, League of Legends (2009) in Heroes of Newerth (2010), pa tudi samostojno nadaljevanje, Dota 2 (2013), in številne druge igre v žanru, na primer Heroes of the Storm ( 2015).
Do začetka leta 2010 je žanr postal velik del kategorije e-sports. Leta 2018 so nagradni skladi dosegli več kot 60 milijonov ameriških dolarjev, kar predstavlja 40% celotnih nagradnih skladov e-sports v letu. Glavni športni turnirji v športu potekajo na prizoriščih, ki lahko sprejmejo več deset tisoč gledalcev, in se prenašajo prek spleta. Močna baza oboževalcev je odprla priložnost za sponzorstvo in oglaševanje, s čimer je žanr sčasoma postal globalni kulturni pojav.

## Igranje
Vsaka tekma se začne z dvema nasprotnima ekipama, ki jih običajno sestavlja pet igralcev. Igralci sodelujejo kot ekipa, da dosežejo končni pogoj za zmago, ki je uničiti sovražnikovo bazo in hkrati zaščititi svojo. Običajno imata obe ekipi glavne strukture, ki se nahajajo na nasprotnih vogalih bojišča. Prva ekipa, ki je uničila glavno strukturo nasprotnikov, zmaga v dvoboju, čeprav imajo nekatere igre možnost drugačnih pogojev za zmago. Uničenje drugih struktur v bazi nasprotne ekipe lahko prinese druge koristi. Za preprečitev so postavljene obrambne strukture, ki so običajno samodejni stolpi (imenovani "towers"). Vsaki ekipi pomagajo razmeroma šibke računalniško vodene enote, imenovane "minions", ki se občasno drsijo v skupinah v obeh bazah in korakajo po vnaprej določenih pasovih (imenovanih "lanes") do svoje sovražnikove baze. Medtem ko njihovi obtoženci izenačijo minione nasprotne ekipe, jim lahko igralci pomagajo, kar minione spremeni v koristno vojsko za napadanje obrambne ekipe nasprotnika. Na bojnem polju so običajno 3 pasovi, ki so glavni načini prehajanja iz ene baze v drugo. Pasovi so znani kot zgornji, srednji in spodnji pas ali, v igralni okrajšavi - "top", "mid" in "bot". Med pasovi je neoznačeno območje, imenovano "jungle". "Jungle" je prebivališče nevtralnih pošasti, ki so sovražne do obeh ekip in se na zemljevidu pojavljajo na označenih lokacijah, znanih kot "camps". Poraz nevtralnih pošasti prinaša igralcem in njihovi ekipi različne koristi, kot so rast moči, navdušenci ali pomoč pri potiskanju pasu.